# Автомобилен акумулатор
Автомобилен акумулатор е тип акумулатор, доставящ електрическа енергия в автомобила. Най-често е оловно-киселинен, изобретен през 1859 г. от френския физик Гастон Планте (Gaston Planté). Макар че се е променил от гледна точка на конструкция, акумулаторът, който се използва днес в автомобилите, е изработен от последователно свързани 2-волтови елементи, всеки от които е абсолютно подобен на елемента на Гастон Планте. Свободните, несвързани изводи на крайните елементи са изведени върху корпуса във вид на цилиндрични полюси (+ и –), от които по-дебел е положителният (фиг. 1).
Акумулаторът може да бъде стартерен, доставящ електричество до стартера, светлините и запалителната система на двигателя, или тягов – използван като основен източник на енергия в електромобила.

## Устройство и принцип на действие

### Оловно-киселинен акумулатор
Конвенционалните автомобилни акумулатори са оловно-киселинни акумулаторни батерии, осигуряващи напрежение от 12 V (по-точно 12,6 V без товар). За тази цел те съдържат шест галванични клетки, свързани последователно, всяка от които има номинално напрежение от 2 до 2,1 V (фиг. 4).
При такова свързване [(–+)(–+)(–+)(–+)(–+)(–+)] (фиг. 2) се сумират напреженията им. За да се постигне номинално напрежение от 6 V или 24 V, е необходимо да се свържат последователно съответно 3 или 12 такива клетки. Както и при другите акумулатори от този тип, клетката е съставена от 2 електрода, всеки във вид на свързани успоредни пластини за увеличаване на площта им: отрицателният (–) е направен от олово (на фиг. 2 сиви), а положителният (+) – от оловен диоксид (кафяви). Решетките от пластини на електродите са поставени една срещу друга и разделени от сепараторни пластини (оранжеви). Те са потопени в електролит (фиг. 2,3). В зависимост от консистенцията на електролита, оловно-киселинните батерии се разделят на така наречените акумулатори с „мокри клетки“ и акумулатори с регулирана клапа (VRLA). Акумулаторите VRLA могат да бъдат с руно (изолирана стъклена подложка – AGM) или гел. Електролитът на мокрите клетки е съставен от приблизително 35 % сярна киселина и 65 % дестилирана вода. Вследствие на протичащата електрохимична реакция химическата енергия се превръща в електрическа. При разреждането на акумулатора материалът на електродите реагира с киселината от електролита, превръщайки се и в двата случая в оловен сулфат. Когато акумулаторът се зарежда, протича обратната реакция. Оловният сулфат се превръща съответно в олово и оловен диоксид, възстановявайки електродите до началното им състояние.
Тъй като оловният диоксид и оловният сулфат са кристални порьозни вещества, те са поставени в метална решетка за по-добра механична устойчивост. Към електродния материал се добавят различни вещества – калций, кадмий или стронций за промяна на плътността, твърдостта или порьозността. Това позволява по-лесното производство на електродите.

## Видове
Автомобилните акумулатори намират различно приложение:
- Стартерният тип дава по-голям ток, обикновено за стартиране на двигател. Те обикновено имат повече електроди и оттук по-голяма площ, която позволява отдаването на по-голям максимален ток. Стартерният акумулатор съдържа повече антимон, калций, кадмий. Наличието на такива елементи подобряват експлоатационните им качества. Разработени са и безантимонови акумулаторни батерии.

Стартерните батерии за автомобили и камиони се различават по капацитет и по този начин също по тегло и размери. В допълнение, за камиони, напрежението обикновено е 24 V вместо 12 V, така че тук се използват две подобни, последователно свързани 12-волтови батерии или, в най-редките случаи, специални 24-волтови батерии с двойно по-голям брой клетки.
- Тяговите батерии са предназначени за постоянно подаване на ток за дълъг период от време например в електрокари или други транспортни средства, задвижвани от електрическа енергия. Те могат да се използват за временно съхраняване на енергията от вятърна турбина. Техните пластини са по-дебели за постигане на по-голям капацитет и позволяват повече цикли на разреждане/зареждане.

Двигател на прогреса са т.нар. „хибридни автомобили“, използващи електрически двигател и двигател с вътрешно горене. За подаване на енергия към електрическия двигател в автомобила се поставят тягови акумулатори или водородни клетки. В определени случаи оловно-киселинният акумулатор бива заменен от суперкондензатори.
Има и акумулатори с двойно предназначение (стартерни и тягови). По-нататък основно се разглежда стартерният акумулатор.

## Предназначение, функции, изисквания
Стартерният акумулатор изпълнява следните задачи в моторното превозно средство (МПС):
1. Подготвя процеса на стартиране на двигателя чрез подаване на напрежение към всички съответни компоненти (управляващи устройства, инжекционна система, запалителна бобина, система за подгряване).

2. Захранва задвижващия мотор (стартер) с енергия.

3. В случай на криза (внезапна повреда на двигателя) доставя енергия за аварийно осветление (светлина, аварийни светлини) и за по-нататъшни опити за стартиране.

4. Изглажда напрежението на алтернатора и елиминира (отчасти) пиковете на напрежението при нормално шофиране.

5. В режим на готовност доставя енергия на различни потребители (часовник, радио, контролен блок).
След като двигателят заработи, алтернаторът (динамото) поема захранването на цялата система и зарежда стартерната батерия. Някои потребители наричат стартерния акумулатор SLI батерия, от съкращението на основните му предназначения на английски език: стартиране (Starting), осветление (Lighting) и запалване (Ignition).
Стартирането на двигател с вътрешно горене от електрически стартер за кратко изисква високи токове от няколко стотици до 1000 ампера. Бензиновият двигател отнема около 2 до 15 секунди, за да стартира колата и около 5 до 100 секунди за дизеловия двигател (включително по-старите превозни средства). Батерията губи до около 0,2 Ah при бензиново (при стартиране от 2 секунди) и до около 0,3 – 0,4 Ah при дизелово гориво (7 секунди начално време с предварително загряване). За презареждане на получената загуба на капацитет на батерията се изисква 0,2 Ah, около 3 – 5 минути време за шофиране. Стартерната батерия трябва да може да доставя тази мощност дори през зимата при ниски температури. В допълнение, електрическото напрежение не трябва да пада твърде много по време на процеса на стартиране. Следователно стартерните батерии имат ниско вътрешно електрическо съпротивление.

## Технологии
С развитието на технологиите нови видове акумулатори намират приложение в автомобила. В автомобилите с автоматичен старт-стоп контрол, конвенционалните стартерни батерии бързо се претоварват, тъй като значително увеличените стартови събития водят до промяна в профила на изискванията за мощността и броя на циклите на зареждане и по този начин и стабилността на цикъла на акумулаторите. За тази цел са разработени батерии EFB (Enhanced Flooded Battery – Подобрена запълнена батерия), които имат по-висок стартов ток (повече олово) в конвенционален, мокър дизайн и са допълнително дълбоко циклични (нетъкани подложки). Акумулаторите AGM (Абсорбираща стъклена подложка), използвани през последните около 50 години в някои сектори, също бяха доразвити в стартерни батерии.
Акумулаторите EFB са предназначени за чиста старт-стоп система без рекуперация. За превозни средства с технология за рекуперация, които са значително по-скъпи, са разработени акумулатори AGM. Тук например се подава ток от акумулатора по време на процеса на спиране. Предимство на мощните AGM акумулатори е до 4 пъти по-голям брой цикли на зареждане в сравнение с конвенционалните батерии. Ниското вътрешно съпротивление, дължащо се на конструкцията, също спомага за бърза реакция между киселината и плочите, в резултат на което големи количества енергия могат бързо да бъдат прехвърлени. Акумулаторите AGM обаче имат високи цени и са много податливи на високи температури, поради което често не се монтират в горещото отделение на двигателя, а в интериора или в багажника.
Евтината оловно-киселинна батерия има сравнително високо тегло спрямо батерии от други видове технологии за акумулатори със същия капацитет за съхранение. В самолетите като стартерни батерии за стартиране на бутални двигатели или спомагателни турбини, все по-често се използват никел-кадмиеви акумулатори, никел-металхидридни акумулатори, сребърно-цинкови акумулатори и литиево-йонни акумулатори. Нов етап на развитието са литиево-полимерните акумулатори (LiPo).
Акумулатори, използващи други окислително-редукционни системи, като например литиева технология, особено поради причини, свързани с разходите, дотогава не са могли да се надделеят над оловно-киселинните батерии. Освен това значително по-скъпите акумулатори изискват сложни схеми за зареждане и защита в сравнение с оловните системи. Също така, потенциалът за спестяване на тегло не е достатъчно висок за подмяна в масовото производство. Само Порше предлага литиево-желязо-фосфатен акумулатор (LiFePO4) като стартерна батерия срещу допълнително заплащане. При модернизацията бизнес-скутерите и мотоциклетите използват акумулаторни батерии с литиеви системи.

## Конструкция и разположение на полюсите
Електродите и електролитът на акумулатора са поставени в затворена пластмасова кутия. Върху горната ѝ стена в краищата са изведени двата полюса. Положителният полюс на стартерните акумулаторни батерии е маркиран със знак „+“ (плюс) и / или червен цвят, а отрицателният полюс със знак „–“ минус и / или черен или син цвят. За да се избегне объркване, полюсите имат различни размери – диаметърът на отрицателния е по-малък. Те могат да бъдат разположени в една линия успоредно на широката или тясна стена или по диагонал (фиг. 5). При това вляво или дясно може да бъде както положителният, така и отрицателният полюс. Разположението на полюсите се описва когато акумулатора се гледа отпред. Може да се означава и съкратено: L+ (положителният е вляво), R+ (положителният е вдясно). В Германия производителите на акумулатори (Бош, Варта) използват цифрова схема за обозначаване на подреждането на полюсите. За 12-волтови стартерни батерии:
| Означение | Плюс          | Mинус         |
| --------- | ------------- | ------------- |
| 0         | вдясно отпред | вляво отпред  |
| 1         | вляво отпред  | вдясно отпред |
| 2         | вдясно отпред | вляво отзад   |
| 3         | вляво отзад   | вляво отпред  |
| 4         | вляво отпред  | вляво отзад   |

Положението на полюсите „плюс“ и „минус“ на стартерната батерия зависи от модела. Това разположение е важно за съвместимостта на акумулатора с кабелите за свързване към електрическата система на автомобила и трябва да се взима под внимание при избор на акумулатор и при свързването му към МПС.

## Терминология и характеристики
- Напрежението на акумулатора е потенциалната разлика между полюсите му. На акумулатора е записано неговото номинално напрежение:
  - 6V – До края на 40-те години на миналия век почти всички автомобили са имали шестволтово електрическо оборудване. Днес 6 V батерии се използват само в много леки моторни превозни средства.
  - 12 V – В момента всички автомобили, повечето бензинови камиони и автобуси и повечето мотоциклети използват батерии с това напрежение.
  - 24 V – използва се на тежкотоварни камиони и автобуси с дизелови двигатели, тролейбуси, трамваи, трактори (фиг. 6), както и на военна техника с дизелови двигатели.

Напрежението на напълно заредена оловно-киселинна клетка е 2,1 V. Номиналното напрежение на клетката се приема за 2 V. Всички използвани батерии, състоящи се от няколко последователно свързани клетки (секции, понякога разговорно „кутии“), имат номинални напрежения, кратни на 2 V.
Напрежението без товар на батерията е напрежението с отстранени клеми и може да се свърже с приблизителното ниво на зареждане. Наричано е още напрежение на празен ход. Ако акумулаторът е на превозното средство, напрежението без товар се измерва, когато двигателят е спрян и товарът е напълно изключен (клемите са отстранени от полюсите). Напрежението се измерва с волтметър или мултицет. Напълно заредената 12-волтова батерия трябва да има напрежение на свободните клеми от 12,8 V. В този случай напрежението без товар зависи от температурата и плътността на електролита, когато е напълно заредена. Плътността на електролита при същото ниво на заряд също зависи от температурата (обратна зависимост). Степента на зареждане се оценява при изключена от товара батерия след поне 6 часа почивка, както и при стайна температура. Ако температурата е различна от стайната, се прави температурна корекция. Средно се смята, че спад на температурата с 1°C спрямо стайната намалява капацитета с приблизително 1 %, така че при -30°C капацитетът на автомобилната батерия ще бъде приблизително половината от капацитета при +20°C. Напрежението на батерията без товар дава приблизителна оценка на степента на разреждане и може да се определи и от таблицата по-долу:
| Напряжение без товар при T = 26,7 °C | Напряжение без товар при T = 26,7 °C | Примерен заряд | Плътност на електролита при T = 26,7 °C |
| 12 V                                 | 6 V                                  | Примерен заряд | Плътност на електролита при T = 26,7 °C |
| ------------------------------------ | ------------------------------------ | -------------- | --------------------------------------- |
| 12,65 – 12,70 V                      | 6,32 V                               | 100 %          | 1,265 g/cm³                             |
| 12,45 – 12,63 V                      | 6,22 V                               | 75 %           | 1,225 g/cm³                             |
| 12,10 – 12,24 V                      | 6,12 V                               | 50 %           | 1,190 g/cm³                             |
| 11,95 – 12,06 V                      | 6,03 V                               | 25 %           | 1,155 g/cm³                             |
| 11,70 – 11,89 V                      | 6,00 V                               | 0 %            | 1,120 g/cm³                             |

Оловно-киселинните батерии имат уникалното свойство автоматично спиране на заряда и рязко повишаване на напрежението, както и рязък спад на зарядния ток, когато са напълно заредени.
- Капацитет на акумулатора е количеството електричество, което той произвежда при определен разряден ток и определено време за неговото преминаване. Измерва се в амперчасове (A·h). На акумулатора е записан неговият номинален капацитет, който показва с колко ток ще се разрежда равномерно акумулаторът на автомобила до крайното напрежение по време на 20-часов цикъл на разреждане. Номиналният капацитет дава представа за електрическия заряд, който акумулаторът е способен да съхрани и след това да отдаде.

Законът на Пойкерт гласи, че номиналният капацитетът на акумулатора е пропорционален на разрядния ток и времето за разреждане, при които акумулаторът може да работи, запазвайки номиналното си напрежение:
{\displaystyle K_{n}=I^{p}t,}
където {\displaystyle K_{n}} е номиналният капацитет на акумулатора, измерен при разряден ток 1 А;

{\displaystyle I} – действителният разряден ток (т.е. ток, изтеглен от товар) в ампери;

{\displaystyle p} е число на Пойкерт – степенен показател, постоянен за даден акумулатор или тип акумулатори. За оловно-киселинни батерии, числото на Пойкерт е от 1,15 до 1,35;

{\displaystyle t} – действителното време за разреждане на акумулатора, изразено в часове.
На практика обикновено много рядко се използва разряден ток 1 A. При произволен ток на разреждане {\displaystyle I} формулата на Пойкерт след преобразуване може да бъде написана във вид за определяне на действителния капацитет на акумулатора {\displaystyle K}:
{\displaystyle K=K_{n}\left({\frac {I_{n}}{I}}\right)^{p-1}},
където {\displaystyle K_{n}} е номиналният капацитет на акумулатора, а {\textstyle I_{n}} – номиналният разряден ток, при който е зададен номиналният капацитет (обикновено ток за 20-часов или 10-часов цикъла на разряда).
Законът на Пойкерт обяснява неспособността на акумулатора да отдаде пълен капацитет при голям разряден ток. Акумулатор, разреждащ се по-бързо, отдава по-малко амперчасове, отколкото същия, разреждан по-бавно.
- Резервният капацитет (RC) посочва постоянната мощност на акумулатора. Показва до колко минути акумулаторът може да захранва с минимално напрежение, необходимо за управлението на автомобила, ако алтернаторът или вентилаторът изненадващо откажат. Приема се, че разрядният ток е 25 A, т.е. се взема предвид консумацията на енергия за работа на фаровете и вътрешния вентилатор. При този ток резервният капацитет ще бъде приблизително 2/3 от номиналния.
- Стартерен ток (CA) е токът, който акумулаторът може да отдаде за 30 s при 0 °C, като запази напрежение 1,2 V/клетка (7,2 V за 12 V акумулатор).
- Стартерен ток на студено (CCA) е токът, който акумулаторът може да отдаде за 30 s при –18 °C, като запази 1,2 V/клетка (7,2 V за 12 V акумулатор).

При околна температура от –10°C характеристиките на зареждане на батерия, която няма отопление, се влошават поради охлаждане, а при температури под –30°C практически няма заряд от стандартния генератор на автомобила. Температурата на електролита в акумулатор, монтиран на автомобил, е с 5–7°C по-висока от околната температура и се променя след нея със закъснение от 4–5 часа. При продължителен режим на шофиране, над 10–12 часа, температурата на електролита в ненагрети акумулатори се повишава с 2–3°C, а при наличие на нагрят акумулаторен отсек – с 5–7°C. Затова, за надеждна работа при ниски температури се използват конструкции на батерии с вътрешно електрическо отопление. 
- Стартерен ток на топло (HCA) е токът, който акумулаторът може да отдаде за 30 s при 26,7 °C, като запази 1,2 V/клетка (7,2 V за 12 V акумулатор).
- Плътността на електролита дава информация за разреждането на акумулатора – ниски стойности означават, че той е разреден. Уредът за измерване се нарича ареометър. Състои се от стъклена тръба, на която в единия край е вкарана тапа с тънка тръбичка в нея, а другият влиза в гумен балон (фиг. 7). За измерване се стиска балона, така че да излезе въздухът, вкарва се тръбичката в отвора на клетката, така че да опре до плочите и се отпуска, при което уредът се напълва с електролит доколкото е необходимо да се повдигне поплавъкът от дъното. Нивото на течността показва върху скалата на поплавъка плътността на електролита. Съществуват и ареометри с повече поплавъци (фиг. 8). При новите, необслужваеми акумулатори няма достъп до клетките и измерване на плътността не се извършва.

## Избор на акумулатор
При избор на нов акумулатор са важни следните фактори:

### Размер според модела и марката автомобил
Акумулаторните батерии основно се делят на европейски и азиатски размер:

- Батериите с европейски размер са по-дълги и по-тесни и стандартния им размер е 242 х 175 х 190 мм при капацитет от 60 Ah
- При същия капацитет азиатските размери на батериите са 232 х 173 х 225 мм.

### Начин на монтаж
Европейският тип акумулаторни батерии се закрепват с притискащи плочи или пластини, които се застопоряват към издатините в долната част на кутията на акумулатора. Азиатският тип акумулатори се закрепват на мястото си с рамка със шпилки или с лента, които са монтирани отгоре на петите на батерията (фиг. 9).

### Разположение и поляритет на полюсите
Отчита се описанието в раздел „Конструкция и разположение на полюсите“.

### Марка и модел батерия
Най-подходящата марка акумулатор е тази, която производителите на автомобила са посочили в ръководството си. Възможно е да се избере и друга предпочитана марка, като някои от най-популярните са:
- Banner (Австрия, Германия, Швейцария)
- VARTA (Германия, Австрия, Швейцария, Русия, Унгария, Англия, Галиция, Италия, Бохемия, Румъния, Швеция, Полша)
- Bosch (Германия, Турция, Чехия, САЩ)
- FIRESTORM
- Exide (САЩ, Франция, Германия, Испания)
- Yuasa (Япония, САЩ)
- Stark
- GigaWatt (Чехия, заводи на Bosch)
- Foton
- Duracell (САЩ, Япония, Австрия)
- Topla (Словения)
- Electronicx
- A-Mega
- MUTLU (Турция)
- Force
- Red Horse
- Hella
- VMF
- HERTH+BUSS ELPARTS
- Rocket
- FEBI BILSTEIN
- Sky Battery
- DT Spare Parts
- RESTAGRAF
- Moll (Германия)

- Лого на Banner
- Литиево-йонен акумулатор „VARTA“
- Лого на Бош
- Акумулатор „Exide“
- Акумулатор „Yuasa“

Широко разпространени са и марките:
- Optima (Швеция, Ирландия)
- Trojan (Великобритания)
- Westa
- Starline
- 4Max
- Afa
- Veber
- AutoPart (Полша)
- G-Pard (Полша)
- John Blitz (Полша)
- Moнбат (България, Монтана)
- Electron (България, Монтана)
- Start /Garden, Ultra, Mega/ (България, Добрич)
- ENERGIA (България, Търговище)
- Елхим-Искра (България, Пазарджик)
- New Formula (България)
- Universal Power
- YAK
- Noco
- Intact
- Langzeit
- Solgy
- Siga
- MERCURY (Украйна)
- BI-Power
- BSA
- CARBON
- Champion
- Einhell
- ERA
- Eurostart
- Fiamm
- Fortis
- G-Pard
- Green Power
- Inter
- Ista
- JZ
- Lemberg
- Maxion
- NRG
- Platin
- PowerBOX
- Red X
- Rocket
- Safa
- StartBOX
- SUP
- TAB
- Tiger
- TURBO
- Vesna
- Vipiemme
- VOLTMASTER
- Volvo
- YJ
- ZGP
- CARTECHNIC
- Kraissmann (Китай)
- FURYA

Моделът на акумулатора може да бъде:
- Обслужваем – с редовно доливане на дестилирана вода/електролит). Най-старият модел евтини акумулатори, които все по-рядко се използваат. Техническите им характеристики не удовлетворяват съвременните абтомобили.
- Малкобслужваем – с доливане на дестилирана вода/електролит 1 – 2 пъти годишно. Имат срок на годност до 5 години. Приемлив вариант за автомобили със средна електрическа консумация.);
- Необслужваем (капсулован) – не изисква никакви манипулации с течност. Най-новият модел, подходящи за каране по всички пътища и при всякакви атмосферни условия. Това е най-качественият модел, няма опасност от разливане на електролита и не изисква почти никаква поддръжка.

### Параметри и спецификации
- Капацитет. Капацитетът на акумулаторите, които се предлагат на пазара обикновено варира от 35 до 100 Ah, а най-разпространените акумулатори за автомобили с бензинови двигатели са с капацитет 60 – 65 Ah. Избира се според типа и обема на двигателя. За бензинов двигател:

– под 1,6 л – 44-45 Ah
– 1,6-2,5 л – 55-62 Ah
– 2,5-3,5 л – 62-66 Ah
– 3,5 л и повече – не по-малко от 70 Ah.
При избор на капацитет не бива да се спазва принципът „колкото повече, толкова по-добре“. Използването на акумулатор с по-голям капацитет от препоръчания ще намали срока на годност на устройството, а неговата работа ще бъде неефективна.
- Стартов ток. Оптималната стойност на стартовия ток е указана за всяка марка автомобил. Колкото по-масивен е автомобилът, толкоова по-голям трябва да бъде стартовият ток. Ако се използва акумулатор с по-нисък стартов ток от препоръчания, в студено време двигателят може да не се включи. В зависимост от производителя, стандартите на маркировка на този параметър могат да бъдат етикетирани по три начина. Европейските производители, с изключение на Германия използват за означение EN, немските – DIN, а САЩ използват SAE.
- Резервен капацитет (RC). Този параметър обикновено се отбелязва в минути. Средният резервен капацитет на стандартните акумулатори обикновено е около 1 ½ часа, а RC на моделите батерии от по-висок клас е около 2 часа. Понякога производителите пропускат да отбележат времето на резервен капацитет на своите продукти.

### Месец и година на производство
Животът на акумулатора започва да тече от момента, в който е произведен, а не от момента на закупуване.
Обикновено буквите и цифрите (идентификационните кодове), с които производителите отбелязват датата на производство включват букви и цифри. С букви от А до L се посочва месеца на производство, а с цифри от 0 до 9 се отбелязва годината.
Например: Акумулатор, с идентификационен код Е4 е произведен през месец май 2024 година.
Животът на акумулатора е средно между 2 – 3 до 5 години, а един акумулатор се счита за „пресен“ и „свеж“, ако е напълнен с електролит до шест месеца преди покупката.

### Гаранция
Колкото по-дълга гаранция предоставя производителят, толкова по-качествена е батерията. Изборът обикновено е между 24, 30 и 36 месеца.

### Допълнителни фактори
- Да не се купува нов акумулатор, преди да е сигурно, че наистина се налага да се смени старият.
- Акумулаторът трябва да отговаря на нуждите на марката, модела и годината на производство на автомобила. Да се изпълняват препоръките на производителя относно размера, монтажа и капацитета на акумулатора.
- Кутията не трябва да е надраскана, пукната, или да има някакви други дефекти.
- Да може да се върне старият акумулатор и да се вземе нов с добра отстъпка.
- Ако отстъпката в цената е много голяма, най-вероятно акумулаторът е залежавал в склада на продавача дълго време и може срокът му на годност да е почти към края.

## Използване и поддръжка

### Монтиране на акумулатора в автомобила
Електрическата система на моторното превозно средство е свързана към акумулатора чрез кабели с полюсни накрайници, които също са означени със знаците „+“ и „–“, имат съответно червен и черен/син цвят (фиг. 9) и отворите им имат различен диаметър както полюсите. За да се избегнат сериозни повреди, батерията трябва да бъде свързана с правилния поляритет. Трябва да се спазва правилната полярност и особено при скок на тока (паралелно свързване на заредена и слаба стартерна батерия) – обръщането на полярността създава опасно късо съединение на двете батерии.
Отрицателният полюс също се нарича маса, тъй като той е електрически свързан с каросерията на автомобила в повечето МПС. Въпреки това, в миналото е имало автомобили, които използват за „маса“ „плюса“ на акумулатора. В някои по-стари английски и американски автомобили към „маса“ е свързан положителният полюс, но те корозират повече. В повечето автомобили за „маса“ се използва металният корпус (каросерията) на автомобила, като минусовата клема на акумулатора се свързва към корпуса.
При изваждането на акумулатора първо трябва да се освободи минусовата клема, а след това плюсовата. При разхлабване на клемата с гаечен ключ е възможно ключът да опре до оголени метални части на корпуса. Понеже последният е свързан с минусовата клема, трябва да се разхлаби и освободи първо тя. Ако се разхлабва първо плюсовата клема, това може да доведе до създаването на опасно късо съединение от гаечния ключ към маса (корпус)! При поставянето на акумулатора се действа в обратния ред – първо трябва да се свърже плюсовата клема, а след това минусовата. Накрайниците се поставят върху полюсите и се затягат здраво, отчитайки силният ток, който минава през връзката. Освен това, положителният полюс често е покрит с изолация, за да се предотврати късо съединение в пътнотранспортни произшествия и неправилна експлоатация. Акумулаторът се закрепва неподвижно с планка към мястото си в каросерията, така че да не се мести по време на движение на автомобила.

### Ниво на електролита
По-голямата част от акумулаторите, произвеждани по нова технология, нямат нужда от поддръжка и от обслужване (доливане с дестилирана вода). Ако акумулаторът има лесно отварящи се запушалки, то е необходимо периодично (ежемесечно, а при по-старите батерии дори и ежеседмично) да се следи нивото на електролита в определените граници и при нужда да се коригира. В този случай запушалките се махат и се долива дестилирана вода в границите от 10 до 15 mm над горната повърхност на плочите.
Вода от чешмата или дъждовна вода не трябва да се използват никога (проверено и доказано)! Те съдържат минерали, които водят до корозия на електродите и намаляват капацитета на акумулатора.

### Цикъл разряд/заряд
Автомобилният акумулатор съдържа химикали, които реагират електрохимично, за да произвеждат електрически ток. В оловно-киселинна батерия две групи гъбести оловни пластини се поставят във воден разтвор на сярна киселина, наречен електролит. В резултат на това йоните започват да се движат в електролита и във външната електрическа верига възниква електрически ток.
Отрицателните плочи от гъбесто олово (Pb) са анодите, а положителните плочи, покрити с оловен диоксид (PbO2), са катодите, като електролитът е разтвор на сярна киселина (H2SO4) във вода (H2O).

#### Разреждане
При натоварване или при стоене с времето акумулаторът се разрежда (респ. саморазрежда) вследствие на електрохимична реакция, при което се изразходват оловото и оловният диоксид и се получава оловен сулфат.
Когато батерията се разрежда, оловният диоксид на анода се окислява до оловен сулфат. Оловото в двете плочи реагира със сулфатната група (SO4) и образува оловен сулфат (PbSO4). Водородът (H2) от сярната киселина реагира с кислорода (O2) от положителната плоча и образува вода (H2O). Това консумира сярна киселина и произвежда вода. При напълно разредена батерия и двете плочи са покрити с оловен сулфат (PbSO4) – т.нар. сулфатизиране, а електролитът е разреден до голяма степен с вода (H2O).
Образуваният оловен сулфат PBSO4 е под формата на фини бели кристали с много голяма повърхност. При дълго стоене в разредено състояние или при много дълбоко разреждане кристалите се срастват и се образуват по-едри кристали с много по-малка повърхност. В този случай акумулаторът губи голяма част от капацитета си, защото само една част от едрите кристали може да се превърне обратно в олово/оловен диоксид. Поради намалената повърхност се редуцира значително и максималният ток, който може да се отдаде при стартиране на автомобила. За да не се допусне това, неизползваните акумулатори трябва да се зареждат периодично със зарядно устройство.

#### Зареждане
Процесът на зареждане е обратен на разреждането. Сулфатата група (SO4) напуска плочите и се комбинира с водород (H2), за да образува сярна киселина (H2SO4). Свободният кислород (O2) се свързва с оловото (Pb) на катода и образува оловен диоксид (PbO2). Когато батерията се зареди напълно, на отрицателните плочи се образува водород, а на положителните плочи се образува кислород, възникват газове. Отделените газове са експлозивни.
При нормална работа на алтернатора (генератора) в автомобила, енергията, изразходвана при стартирането на двигателя, се възстановява и акумулаторът се зарежда напълно. Изключение са случаите на кратковременни пътувания, особено при използването на много електрически консуматори (климатик и вентилатор, осветление и други) – акумулаторът може да не се зареди напълно. Честа или продължителна работа при такива условия може да доведе до неговото изтощаване. Тогава трябва да се използва зарядно устройство (фиг. 10).
При зареждането на разреден акумулатор се прилагат няколко метода. Най-щадящият от тях се нарича продължително зареждане. Другите са бавно и ускорено зареждане, като вторият е най-вреден за акумулатора. Напрежението на зареждане не трябва да е по-високо от около 14,4 V (за 12 V акумулатор), в противен случай в акумулатора се образуват водород и кислород вследствие електролиза на водата.
Зареждането (както и разреждането) зависят от редица фактори като: началното състояние, до какво крайно състояние се разрежда, възрастта, капацитета, товара, температурата и др. За напълно зареден акумулатор теоретичното максималното време на работа се получава, като капацитетът в амперчаса (A·h или Ah) се раздели на протичащия ток в ампери (A). Например нов акумулатор с капацитет 72 Ah при товар от 10 A би трябвало да издържи 7,2 часа до пълно разреждане. На практика количеството достъпна за използване енергия е ограничена до част от теоретичния капацитет в зависимост тип на батерията, технологични особености, характер на зарядно-разрядния цикъл и изисквания за продължителност на живота ѝ. Например, приема се за нормално едно продължително разреждане до 50 % от капацитета за тягов оловен акумулатор, докато за стартерна батерия това е силно непрепоръчително.
Когато акумулаторът остарее, капацитетът му намалява поради частично сулфатизиране на електродите. При ниски температури максималният ток, който може да протече, е много нисък и не е достатъчен за стартиране на автомобила.

## Опасности
Към зареждането трябва да се подходи с внимание, тъй като електролитът е сярна киселина и може да нанесе опасни поражения на човешкото тяло. Електролитът съдържа сярна киселина и е опасен, тъй като разяжда кожа, тъкани, метали и др.
При неправилно зареждане (напрежение по-голямо от 14,4 V или т. нар. презареждане) в акумулатора се образуват газове (водород и кислород). При това налягането в клетките се повишава, което води до спукване на акумулатора и/или загуба на електролит. Водородът и кислородът могат да реагират експлозивно един с друг при наличието на искра, което води до разрушаване на акумулатора (фиг. 11). При определени концентрации на водорода във въздуха може да възникне самовзривяване. Помещението, в което се извършва зареждане на акумулатори, трябва да се проветрява добре.

## Рециклиране
Оловно-киселинният автомобилен акумулатор е направен от олово и оловни съединения, пластмаса (полипропилен), електролит (воден разтвор на сярна киселина). Те подлежат на пълно рециклиране.
Повече от 97 % от всеки оловно-киселинен акумулатор се рециклира. Това е изключително висок процент, за сравнение този процент е 55 % при алуминиевите кутии за безалкохолни напитки и бира, 45 % при вестниците и списанията, 26 % при автомобилните гуми и стъклени бутилки.
Оловно-киселинните акумулатори са на върха на класацията за най-рециклируем продукт. Старият автомобилен акумулатор ще бъде рециклиран и 60 – 80 % от съдържащите се в него олово, оловни съединения и пластмаса ще бъдат използвани за производството на нови акумулатори.

## Галерия
- Автомобилни акумулаторни батерии
- Предна група от 7 оловно-киселинни автомобилни акумулаторни батерии Detroit Electric, по 6 V всяка, образeц 1932 г.
- Никел-кадмиев акумулатор на електромобил Пежо 120 V, 100 А·h, 300 kg
- NiMH-на батерия на хибриден автомобил „Тойота Приус“ (XW50)
- Акумулатор от никел-солеви батерии в автомобил
- Литиево-йонна акумулаторна батерия 40 V, 40 А·h
- Акумулатор от литиево-йонни батерии на Нисан Лийф
- Акумулатор от литиево-йонни батерии на електромобил БМВ i3

- Акумулаторни батерии на „Хоценблиц“
- Тягов акумулатор на електромобила, изработен от 14 бр. NiMH-ни акумулатора 12 V 78 A·h, постановени в ниши.
- Тягова NiMH-на акумулаторна батерия 12 V, 80 А·h. Състои се от 10 батерии 1,2 V, свързани последователно.
- NiMH-на батерия 1,2 V, 80 A·h. За сравнение до нея са разположени батерии с размер АА.

Електрическото превозно средство „Хоценблиц“ се захранва от 14 бр. 12-волтови никел-металхидридни батерии с капацитет 78 Ah, всяка от които се състои от 10 призматични батерии с напрежение 1,2 V.